# Fimauto Valpolicella 2013-2014
Questa pagina raccoglie i dati riguardanti l'Associazione Sportiva Dilettantistica Fimauto Valpolicella nelle competizioni ufficiali della stagione 2013-2014.

## Stagione
Nella stagione 2013-2014 il Fimauto Valpolicella ha disputato il campionato di Serie A, massima serie del campionato italiano femminile di calcio, per la prima volta nella sua storia, concludendo al decimo posto con 31 punti conquistati in 30 giornate, frutto di 9 vittorie, 4 pareggi e 17 sconfitte, accedendo ai play-out contro il Como 2000, undicesimo classificato. Il play-out, giocato in gara secca, ha visto prevalere il Como 2000 per 2-0, con conseguente retrocessione del Fimauto Valpolicella in Serie B. Nella Coppa Italia è sceso in campo sin dal primo turno: dopo aver sconfitto il Real Bardolino, ha superato nei sedicesimi di finale il Südtirol, per poi essere eliminato dal Mozzanica negli ottavi di finale.

## Rosa
Rosa e ruoli tratti dalla notizia della presentazione della squadra del settembre 2013.
| N. |                   | Ruolo | Calciatrice         |
| -- | ----------------- | ----- | ------------------- |
|    | Italia (bandiera) | P     | Francesca De Beni   |
|    | Italia (bandiera) | P     | Ilaria Toniolo      |
|    | Italia (bandiera) | P     | Federica Vilio      |
|    | Italia (bandiera) | D     | Cristiana Casarotto |
|    | Italia (bandiera) | D     | Elena Cassani       |
|    | Italia (bandiera) | D     | Chiara Cona         |
|    | Italia (bandiera) | D     | Lisa Galvan         |
|    | Italia (bandiera) | D     | Sara Magnaguagno    |
|    | Italia (bandiera) | D     | Elena Nicolis       |
|    | Italia (bandiera) | D     | Marta Peretto       |
|    | Italia (bandiera) | D     | Giulia Pizzolato    |
|    | Italia (bandiera) | D     | Giulia Zaccaria     |
|    | Italia (bandiera) | C     | Emanuela Carradore  |

| N. |                   | Ruolo | Calciatrice       |
| -- | ----------------- | ----- | ----------------- |
|    | Italia (bandiera) | C     | Sara Capovilla    |
|    | Italia (bandiera) | C     | Federica Chinello |
|    | Italia (bandiera) | C     | Greta Pizzolato   |
|    | Italia (bandiera) | C     | Ilaria Rigon      |
|    | Italia (bandiera) | C     | Irene Tombola     |
|    | Italia (bandiera) | C     | Sara Zanotti      |
|    | Italia (bandiera) | A     | Flora Bonafini    |
|    | Italia (bandiera) | A     | Valentina Boni    |
|    | Italia (bandiera) | A     | Sofia Bruzzo      |
|    | Italia (bandiera) | A     | Giulia Cordioli   |
|    | Italia (bandiera) | A     | Rachele Perobello |
|    | Ghana (bandiera)  | A     | Francisca Yeboaa  |

## Calciomercato

### Sessione estiva
| Acquisti | Acquisti            | Acquisti            | Acquisti   |
| R.       | Nome                | da                  | Modalità   |
| -------- | ------------------- | ------------------- | ---------- |
| D        | Cristiana Casarotto | Vicenza             | svincolata |
| D        | Elena Nicolis       | Fortitudo Mozzecane | svincolata |
| A        | Valentina Boni      | Brescia             | svincolata |
| C        | Ilaria Rigon        | Vicenza             | svincolata |
| A        | Rachele Perobello   | Fortitudo Mozzecane | svincolata |

|  |

### Sessione invernale
|  |

|  |

## Risultati

### Serie A

#### Girone di andata
| Arbitro: | Ludwig Raus (Brescia) |

|                                     |           |  |
| Chinello 16’ Capovilla 52’ Boni 65’ | Marcatori |  |

| Arbitro: | Davide Moriconi (Roma 2) |

|                                                    |           |              |
| Panico 7’ Maendly 23’ Domenichetti 41’ Fuselli 75’ | Marcatori | 79’ Bonafini |

| Arbitro: | Giacomo Dall'Oco (Finale Emilia) |

|                                                           |           |  |
| Rapuano 1’ (aut.) Carradore 35’ Boni 51’ Bonafini 7’, 61’ | Marcatori |  |

| Arbitro: | Marco Stampatori (Macerata) |

|              |           |  |
| Petralia 25’ | Marcatori |  |

| Arbitro: | Nicola Donda (Cormons) |

|  |           |                                                 |
|  | Marcatori | 32’, 37’ Camporese 35’ Vicchiarello 44’ Bonetti |

| Arbitro: | Enrico Maggio (Lodi) |

|                                           |           |                        |
| Gabbiadini 18’ (rig.) Mason 45’, 65’, 67’ | Marcatori | 34’ Perobello 73’ Boni |

| Arbitro: | Paolo Bitonti (Bologna) |

|                       |           |  |
| Bonafini 50’ Boni 80’ | Marcatori |  |

| Arbitro: | Alessandro Nista (La Spezia) |

|  |           |          |
|  | Marcatori | 25’ Boni |

| Arbitro: | Daniele Perenzoni (Rovereto) |

|                          |           |                                                   |
| Chinello 74’ Tombola 92’ | Marcatori | 34’ Sabatino 46’ Rosucci 54’ Girelli 79’ Bonansea |

| Arbitro: | Jacopo Fumagalli (Cremona) |

|                  |           |          |
| Mazzola 12’, 47’ | Marcatori | 75’ Boni |

| Arbitro: | Gabriele Nube (Mestre) |

|                                          |           |                                 |
| Tombola 30’ Magnaguagno 81’ Chinello 88’ | Marcatori | 13’ (rig.) Baresi 17’ Carissimi |

| Arbitro: | Davide Pederzolli (Trento) |

|  |           |          |
|  | Marcatori | 73’ Boni |

| Arbitro: | Paolo Bitonti (Bologna) |

|                           |           |               |
| Razzolini 44’ Ferrati 91’ | Marcatori | 78’ Carradore |

| Arbitro: | Filippo Bonassoli (Bergamo) |

|  |           |                             |
|  | Marcatori | 10’ Sedonati 13’ Tommasella |

| Arbitro: | Marco Ceolin (Treviso) |

|  |           |               |
|  | Marcatori | 12’, 71’ Boni |

#### Girone di ritorno
| Roma 18 gennaio 2014, ore 14:30 CET 16ª giornata | Res Roma                | 0 – 0 referto | Valpolicella | Impianto sp. Raimondo Vianello\| Arbitro: \| Alessio D'Amato (Siena) \| |
| Arbitro:                                         | Alessio D'Amato (Siena) |               |              |                                                                         |

| Arbitro: | Mohamed El Hadi (Rovereto) |

|  |           |                                                              |
|  | Marcatori | 32’, 74’ Panico 35’ Fuselli 39’, 78’, 85’ Iannella 83’ Conti |

| Arbitro: | Santolo Lippiello (Avellino) |

|  |           |                                     |
|  | Marcatori | 14’ Bonafini 85’ Boni 90’ Capovilla |

| Arbitro: | Ludwig Raus (Brescia) |

|  |           |                                      |
|  | Marcatori | 16’ (rig.), 64’ Petralia 62’ Baldini |

| Arbitro: | Massimiliano Rasia (Bassano del Grappa) |

|                                                                             |           |  |
| Brumana 23’, 55’, 57’ Camporese 42’ Bonetti 44’, 75’ Zuliani 73’ Parisi 83’ | Marcatori |  |

| Arbitro: | Alessandro Maninetti (Lovere) |

|  |           |                                                                   |
|  | Marcatori | 14’, 56’ Toselli 40’, 48’ Gelmetti 54’ Napoli 62’, 72’ Gabbiadini |

| Arbitro: | Giacomo Pompei Poentini (Pesaro) |

|                          |           |             |
| Parise 36’ Marinelli 61’ | Marcatori | 5’ Bonafini |

| Arbitro: | Davide Pederzolli (Trento) |

|                                                                         |           |              |
| Capovilla 2’, 65’ Boni 20’ Carradore 22’, 73’ Chinello 57’ Bonafini 76’ | Marcatori | 69’ D'Antoni |

| Arbitro: | Paolo Bitonti (Bologna) |

|                                                  |           |          |
| Sabatino 1’ Cernoia 20’ Girelli 52’ Bonansea 86’ | Marcatori | 38’ Boni |

| Arbitro: | Daniele Perenzoni (Rovereto) |

|  |           |              |
|  | Marcatori | 85’ Cattaneo |

| Arbitro: | Matteo Gualtieri (Asti) |

|                   |           |                            |
| Baresi 62’ (rig.) | Marcatori | 29’ Chinello 60’ Carradore |

| Arbitro: | Davide Copat (Pordenone) |

|  |           |                                                           |
|  | Marcatori | 30’, 63’, 65’ Cambiaghi 48’ Mauri 79’ Giacinti 88’ Brayda |

| Arbitro: | Giorgio Lazzaroni (Udine) |

|                 |           |                                              |
| Boni 54’ (rig.) | Marcatori | 40’ Salvatori Rinaldi 86’ Nocchi 90’ Ferrati |

| Arbitro: | Nicola Donda (Cormons) |

|                           |           |                             |
| Cavallini 6’ Sedonati 46’ | Marcatori | 29’ Capovilla 39’ Carradore |

| Sant'Ambrogio di Valpolicella 10 maggio 2014, ore 15:00 CEST 30ª giornata | Valpolicella                            | 0 – 0 referto | Chiasiellis | Campo sp. Montidon\| Arbitro: \| Massimiliano Rasia (Bassano del Grappa) \| |
| Arbitro:                                                                  | Massimiliano Rasia (Bassano del Grappa) |               |             |                                                                             |

#### Play-out
| Arbitro: | Giorgio Ravera (Lodi) |

|  |           |                  |
|  | Marcatori | 57’, 86’ Mazzola |

### Coppa Italia

#### Primo turno
| Calmasino, Bardolino 1º settembre 2013, ore 15:30 CEST Andata | Real Bardolino | 0 – 3 | Valpolicella | Stadio Loc. Bordenis |

| Arbitro: | Massimiliano Rasia (Bassano del Grappa) |

|                                             |           |          |
| Chinello 45’ Zanotti 47’ Boni 50’, 82’, 92’ | Marcatori | 55’ Muco |

#### Secondo turno
| Arbitro: | Luca Landoni (Milano) |

|                                                 |           |                |
| Chinello 20’ Perobello 42’, 75’ Boni 66’ (rig.) | Marcatori | 45’ Pasqualini |

#### Ottavi di finale
| Arbitro: | Enrico Tugnoli (Ferrara) |

|               |           |                                                        |
| Pizzolato 38’ | Marcatori | 13’ Giacinti 16’ Mauri 30’ Riboldi 54’ Brayda 76’ Piva |

## Statistiche

### Statistiche di squadra
| Competizione | Punti | In casa | In casa | In casa | In casa | In casa | In casa | In trasferta | In trasferta | In trasferta | In trasferta | In trasferta | In trasferta | Totale | Totale | Totale | Totale | Totale | Totale | DR  |
| Competizione | Punti | G       | V       | N       | P       | Gf      | Gs      | G            | V            | N            | P            | Gf           | Gs           | G      | V      | N      | P      | Gf     | Gs     | DR  |
| ------------ | ----- | ------- | ------- | ------- | ------- | ------- | ------- | ------------ | ------------ | ------------ | ------------ | ------------ | ------------ | ------ | ------ | ------ | ------ | ------ | ------ | --- |
| Serie A      | 31    | 15      | 4       | 2       | 9       | 23      | 43      | 15           | 5            | 2            | 8            | 18           | 30           | 30     | 9      | 4      | 17     | 41     | 73     | -32 |
| Coppa Italia | -     | 3       | 2       | 0       | 1       | 10      | 7       | 1            | 1            | 0            | 0            | 3            | 0            | 4      | 3      | 0      | 1      | 13     | 7      | +6  |
| Totale       | -     | 18      | 6       | 2       | 10      | 33      | 50      | 16           | 6            | 2            | 8            | 21           | 30           | 34     | 12     | 4      | 18     | 54     | 80     | -26 |

### Statistiche delle giocatrici
| Giocatore      | Serie A  | Serie A | Serie A     | Serie A    | Coppa Italia | Coppa Italia | Coppa Italia | Coppa Italia | Totale   | Totale | Totale      | Totale     |
| Giocatore      | Presenze | Reti    | Ammonizioni | Espulsioni | Presenze     | Reti         | Ammonizioni  | Espulsioni   | Presenze | Reti   | Ammonizioni | Espulsioni |
| -------------- | -------- | ------- | ----------- | ---------- | ------------ | ------------ | ------------ | ------------ | -------- | ------ | ----------- | ---------- |
| F. Bonafini    | 25+1     | 7       | 0           | 0          | ?            | ?            | ?            | ?            | 26+      | 7+     | 0+          | 0+         |
| V. Boni        | 30+1     | 13      | 0           | 0          | ?            | ?            | ?            | ?            | 31+      | 13+    | 0+          | 0+         |
| S. Bruzzo      | 0        | 0       | 0           | 0          | ?            | ?            | ?            | ?            | 0+       | 0+     | 0+          | 0+         |
| S. Capovilla   | 25+1     | 5       | 0           | 0          | ?            | ?            | ?            | ?            | 26+      | 5+     | 0+          | 0+         |
| E. Carradore   | 26+1     | 6       | 0           | 0          | ?            | ?            | ?            | ?            | 27+      | 6+     | 0+          | 0+         |
| C. Casarotto   | 17       | 0       | 0           | 0          | ?            | ?            | ?            | ?            | 17+      | 0+     | 0+          | 0+         |
| E. Cassani     | 0        | 0       | 0           | 0          | ?            | ?            | ?            | ?            | 0+       | 0+     | 0+          | 0+         |
| F. Chinello    | 28+1     | 5       | 0           | 0          | ?            | ?            | ?            | ?            | 29+      | 5+     | 0+          | 0+         |
| C. Cona        | 0        | 0       | 0           | 0          | ?            | ?            | ?            | ?            | 0+       | 0+     | 0+          | 0+         |
| G. Cordioli    | 5        | 0       | 0           | 0          | ?            | ?            | ?            | ?            | 5+       | 0+     | 0+          | 0+         |
| F. De Beni     | 11       | -17     | 0           | 0          | ?            | ?            | ?            | ?            | 11+      | -17+   | 0+          | 0+         |
| L. Galvan      | 0        | 0       | 0           | 0          | ?            | ?            | ?            | ?            | 0+       | 0+     | 0+          | 0+         |
| S. Magnaguagno | 27+1     | 1       | 0           | 0          | ?            | ?            | ?            | ?            | 28+      | 1+     | 0+          | 0+         |
| E. Nicolis     | 29       | 0       | 0           | 0          | ?            | ?            | ?            | ?            | 29+      | 0+     | 0+          | 0+         |
| M. Peretto     | 18       | 0       | 0           | 0          | ?            | ?            | ?            | ?            | 18+      | 0+     | 0+          | 0+         |
| R. Perobello   | 20       | 1       | 0           | 0          | ?            | ?            | ?            | ?            | 20+      | 1+     | 0+          | 0+         |
| Gi. Pizzolato  | 10       | 0       | 0           | 0          | ?            | ?            | ?            | ?            | 10+      | 0+     | 0+          | 0+         |
| Gr. Pizzolato  | 2        | 0       | 0           | 0          | ?            | ?            | ?            | ?            | 2+       | 0+     | 0+          | 0+         |
| I. Rigon       | 23       | 0       | 0           | 0          | ?            | ?            | ?            | ?            | 23+      | 0+     | 0+          | 0+         |
| I. Tombola     | 27+1     | 2       | 0           | 0          | ?            | ?            | ?            | ?            | 28+      | 2+     | 0+          | 0+         |
| I. Toniolo     | 17+1     | -52+-2  | 0           | 0          | ?            | ?            | ?            | ?            | 18+      | -54+   | 0+          | 0+         |
| F. Vilio       | 3        | -4      | 0           | 0          | ?            | ?            | ?            | ?            | 3+       | -4+    | 0+          | 0+         |
| F. Yeboaa      | 4+1      | 0       | 0           | 0          | ?            | ?            | ?            | ?            | 5+       | 0+     | 0+          | 0+         |
| G. Zaccaria    | 28+1     | 0       | 0           | 0          | ?            | ?            | ?            | ?            | 29+      | 0+     | 0+          | 0+         |
| S. Zanotti     | 24+1     | 0       | 0           | 0          | ?            | ?            | ?            | ?            | 25+      | 0+     | 0+          | 0+         |